# Christian Russenberger
Christian Russenberger ist ein Schweizer Klassischer Archäologe.
Christian Russenberger studierte Klassische Archäologie und die Nebenfächer Alte Geschichte sowie Griechische Literatur an der Universität Zürich. 2003 schloss er das Studium mit dem Lizenziat ab. Daran folgte von Januar 2004 bis September 2005 eine Anstellung als Wissenschaftlicher Mitarbeiter und Kustos der Archäologischen Sammlung am Archäologischen Institut der Universität Zürich. Von Januar 2005 bis Dezember 2006 war Russenberger Promotionsstipendiat der Zürcher Universität. Zwischen September 2005 und Juli 2006 weilte er dabei zum Abfassen der Dissertation in der Villa Maraini des Istituto Svizzero di Roma. Die Promotion erfolgte im November 2010 an der Universität Zürich; Titel der 2015 publizierten Dissertation war Der Tod und die Mädchen. Die Amazonomachie als Thema der stadtrömischen Sarkophagplastik. Von März 2007 bis Juli 2012 war Russenberger Wissenschaftlicher Mitarbeiter am Archäologischen Institut der Universität Zürich und dort zuständig für die Zürcher Ietas-Grabung. Im August 2012 wurde er Wissenschaftlicher Mitarbeiter am Seminar für Klassische Archäologie der Universität Basel; in der Position verblieb er bis Juli 2013 und nahm in diesem Zeitraum auch Lehraufträge an der Universität Zürich wahr. Daran schloss sich von Oktober 2013 bis September 2016 ein Postdoc-Stipendium des Schweizerischen Nationalfonds (Stipendium für fortgeschrittene Forschende) für das Projekt Indigenes Wohnen zwischen Griechen und Puniern. Elemente kultureller Identität in einem antiken Wohnquartier auf dem Monte Iato (Sizilien) an, wobei ihn Studienaufenthalte nach Palermo, Berlin, Oxford und Rom führten. Während dieser Zeit war er von Oktober 2013 bis September 2014 Visiting Professor an der Universität Palermo und im Februar 2016 Gastdozent an der Universität Innsbruck. Ein weiteres, einjähriges Postdoc-Stipendium des Schweizerischen Nationalfonds zum Abschluss des Projektes Indigenes Wohnen zwischen Griechen und Puniern. Elemente kultureller Identität in einem antiken Wohnquartier auf dem Monte Iato (Sizilien) hatte Russenberger von Februar 2017 bis Januar 2018 inne. Von 2005 bis 2009 war Russenberger Mitglied des Vorstandes der Schweizer Arbeitsgemeinschaft für Klassische Archäologie, 2009 bis 2013 Vorstandsmitglied der Hellas (Schweizerische Vereinigung der Freunde Griechenlands, Sektion Ostschweiz).
Seit Mai 2018 ist Russenberger unbefristeter Wissenschaftlicher Mitarbeiter am Heinrich-Schliemann-Institut für Altertumswissenschaften der Universität Rostock und wirkt hier in Nachfolge Jutta Fischers als Kurator der Archäologischen Sammlungen der Universität Rostock. In dieser Position begleitete er etwa die Neuaufstellung der etwa 250 Kopien umfassenden Abgusssammlung in der Jakobi-Passage im Zentrum Rostocks.
Forschungsschwerpunkte Russenbergers sind die antike Plastik, insbesondere antike Sarkophage, das antike Sizilien, besonders die punische Präsenz auf der Insel, die antike Wohnkultur und die Ikonographie im privaten Bereich der römischen Kultur sowie Spezialstudien zur griechischen und etruskischen Keramik.

## Schriften
- Der Tod und die Mädchen. Amazonen auf römischen Sarkophagen (= Image&Context, Band 13), De Gruyter, Berlin/München/Boston 2015, ISBN 978-3-11-029839-0, online ISBN 978-3-11-029860-4 und ISBN 978-3-11-038915-9.[3]
- Herausgeber mit Christina Leypold und Martin Mohr: Weiter- und Wiederverwendungen von Weihestatuen in griechischen Heiligtümern (= Zürcher Archäologische Forschungen, Band 2), Marie Leidorf, Rahden 2014, ISBN 978-3-86757-662-8.[4]